# 焼きリンゴ

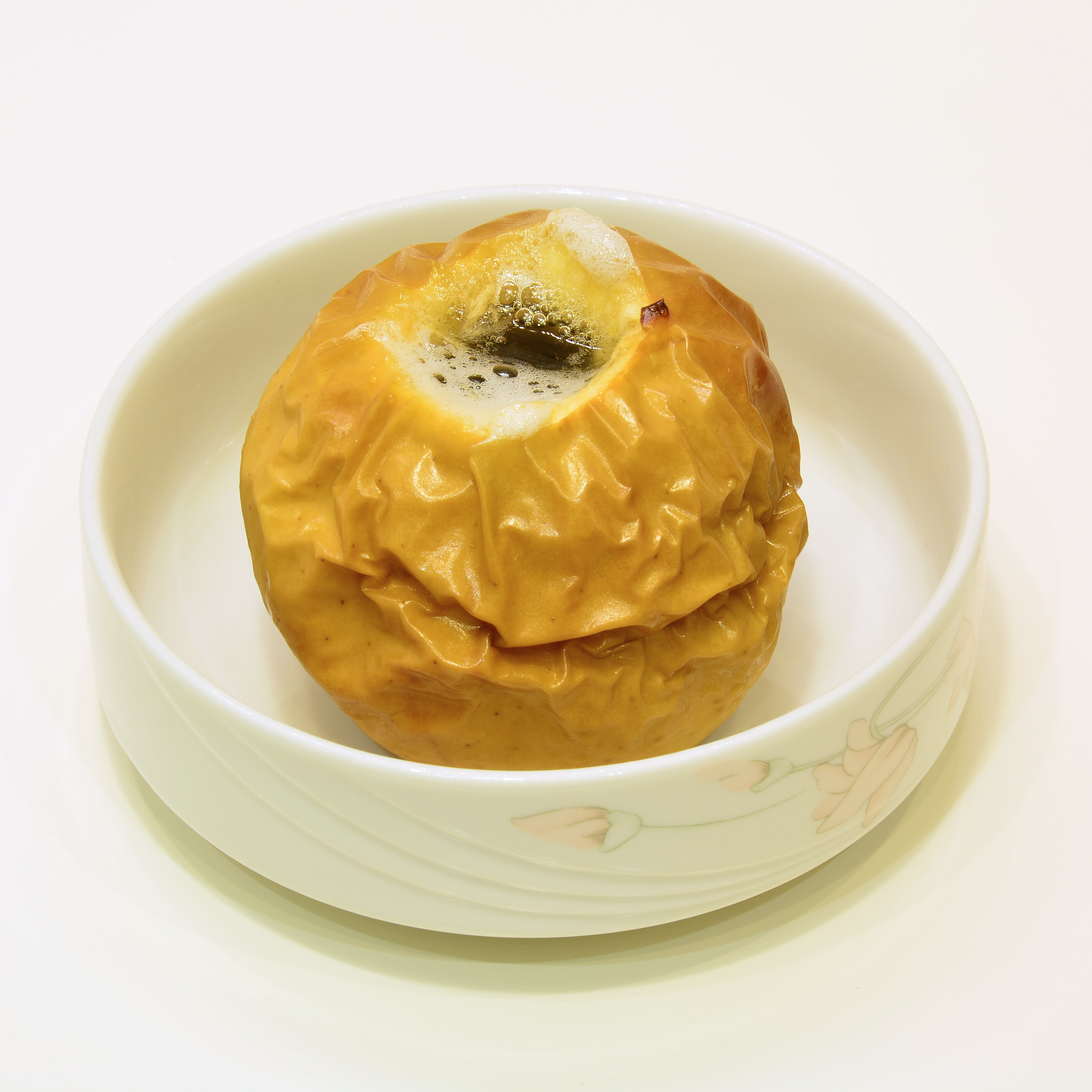
焼きリンゴ

焼きリンゴ（やきリンゴ、英: baked apple）は、リンゴを使ったデザートのひとつ。
肉料理の付け合せとして用いられることもある。固くて酸味・香りの強い紅玉や国光などの品種が適する。

## 一般的な作り方
1. 皮付きのリンゴの芯をスプーンなどで繰り抜く。リンゴの芯抜きを用いても良い。ただし底までくり抜かないように残す。
2. 繰り抜いたあとの穴に、バターと砂糖（またはグラニュー糖とシナモンパウダーを混ぜたシナモン・シュガー）を詰める。風味付けにラム酒やラムレーズンを加えたり、リンゴの酸味が足りない場合にはレモン汁を加えても良い。
3. 160℃のオーブンで、10 - 20分焼き上げる。皮が乾燥しないように途中で下に溜まった汁をかけながら焼く。キャンプなどアウトドアで調理する場合には、2)をアルミホイルで二重から三重にしっかり包み、焚き火の中で10 - 20分焼いてもよい。電子レンジで作るレシピもある。
4. 焼きあがったらそのまま、あるいはホイップした生クリームを添えて供する。アイスクリームを添えてもおいしい。